# ROFUS
ROFUS (Register Over Frivilligt Udelukkede Spillere) er et dansk register, der giver spillere mulighed for at frivilligt udelukke sig selv fra at spille hasardspil i Danmark. Dette inkluderer både fysiske og online kasinoer, spillehaller, væddemål og spil på spillemaskiner. En spiller der er  registreret i ROFUS, kan udelukke sig  selv fra onlinespil og alle fysiske kasinoer i Danmark i selvvalgte perioder.